# The Beggar Prince
The Beggar Prince er en amerikansk stumfilm fra 1920 af William Worthington.

## Medvirkende
- Sessue Hayakawa som Nikki
- Beatrice La Plante som Olala
- Thelma Percy som Sosad
- Bert Hadley som Grand Vizier
- Robert Bolder som Bunko